# Interlands Armeens voetbalelftal 2020-2029
Deze pagina toont een chronologisch en gedetailleerd overzicht van de interlands die het Armeens voetbalelftal speelt en heeft gespeeld in de periode 2020 – 2029.

## Interlands

### 2020
|                                                                                     |                                                       |       |                                |                                                                              |
| 5 september UEFA Nations League Groep C2 № 212 «onderlinge duels» 15:00 uur (UTC+2) | Noord-Macedonië                                       | 2 – 1 | Armenië                        | Toše Proeskiarena, Skopje Toeschouwers: 0 Scheidsrechter: Irfan Peljto (BIH) |
| 5 september UEFA Nations League Groep C2 № 212 «onderlinge duels» 15:00 uur (UTC+2) | Ezgjan Alioski 5' (pen.) Ilija Nestorovski 38' (pen.) |       | 90+4' (pen.) Tigran Barseghjan | Toše Proeskiarena, Skopje Toeschouwers: 0 Scheidsrechter: Irfan Peljto (BIH) |

|                                                                                     |                                             |       |         |                                                                                                 |
| 8 september UEFA Nations League Groep C2 № 213 «onderlinge duels» 20:00 uur (UTC+4) | Armenië                                     | 2 – 0 | Estland | Republikeins Stadion Vazgen Sargsian, Jerevan Toeschouwers: 0 Scheidsrechter: David Coote (ENG) |
| 8 september UEFA Nations League Groep C2 № 213 «onderlinge duels» 20:00 uur (UTC+4) | Aleksandr Karapetjan 43' Wbeymar Angulo 65' |       |         | Republikeins Stadion Vazgen Sargsian, Jerevan Toeschouwers: 0 Scheidsrechter: David Coote (ENG) |

|                                                                                    |                                                   |       |                                             |                                                                      |
| 11 oktober UEFA Nations League Groep C2 № 214 «onderlinge duels» 18:00 uur (UTC+2) | Armenië                                           | 2 – 2 | Georgië                                     | Tychystadion, Tychy Toeschouwers: 0 Scheidsrechter: Ivan Bebek (CRO) |
| 11 oktober UEFA Nations League Groep C2 № 214 «onderlinge duels» 18:00 uur (UTC+2) | Choren Bajramjan 6' Henrich Mchitarjan 89' (pen.) |       | 46' Nika Katsjarava 74' Tornike Okriasjvili | Tychystadion, Tychy Toeschouwers: 0 Scheidsrechter: Ivan Bebek (CRO) |

|                                                                                    |                    |       |                      |                                                                                 |
| 14 oktober UEFA Nations League Groep C2 № 215 «onderlinge duels» 21:45 uur (UTC+3) | Estland            | 1 – 1 | Armenië              | A. Le Coq Arena, Tallinn Toeschouwers: 1.007 Scheidsrechter: Luís Godinho (POR) |
| 14 oktober UEFA Nations League Groep C2 № 215 «onderlinge duels» 21:45 uur (UTC+3) | Rauno Sappinen 14' |       | 8' Kamo Hovhannisjan | A. Le Coq Arena, Tallinn Toeschouwers: 1.007 Scheidsrechter: Luís Godinho (POR) |

|                                                                                     |                        |       |                                         |                                                                                    |
| 15 november UEFA Nations League Groep C2 № 216 «onderlinge duels» 21:00 uur (UTC+4) | Georgië                | 1 – 2 | Armenië                                 | Boris Paitsjadzestadion, Tbilisi Toeschouwers: 0 Scheidsrechter: Marco Guida (ITA) |
| 15 november UEFA Nations League Groep C2 № 216 «onderlinge duels» 21:00 uur (UTC+4) | Valeri Kazaisjvili 65' |       | 33' Gevorg Ghazarjan 86' Sargis Adamyan | Boris Paitsjadzestadion, Tbilisi Toeschouwers: 0 Scheidsrechter: Marco Guida (ITA) |

|                                                                                     |                              |       |                 |                                                                         |
| 18 november UEFA Nations League Groep C2 № 217 «onderlinge duels» 19:00 uur (UTC+2) | Armenië                      | 1 – 0 | Noord-Macedonië | GSP-stadion, Nicosia Toeschouwers: 0 Scheidsrechter: Bobby Madden (SCO) |
| 18 november UEFA Nations League Groep C2 № 217 «onderlinge duels» 19:00 uur (UTC+2) | Hovhannes Hambartsoemjan 55' |       |                 | GSP-stadion, Nicosia Toeschouwers: 0 Scheidsrechter: Bobby Madden (SCO) |

### 2021
|                                                                             |               |                          |         |                                                                                 |
| 25 maart WK-kwalificatie Groep J № 218 «onderlinge duels» 20:45 uur (UTC+1) | Liechtenstein | 0 – 1                    | Armenië | Rheinparkstadion, Vaduz Toeschouwers: 0 Scheidsrechter: Julian Weinberger (AUT) |
| 25 maart WK-kwalificatie Groep J № 218 «onderlinge duels» 20:45 uur (UTC+1) |               | 83' (e.d.) Noah Frommelt |         | Rheinparkstadion, Vaduz Toeschouwers: 0 Scheidsrechter: Julian Weinberger (AUT) |

|                                                                             |                                            |       |         | |
| 28 maart WK-kwalificatie Groep J № 219 «onderlinge duels» 20:00 uur (UTC+4) | Armenië                                    | 2 – 0 | IJsland | Republikeins Stadion Vazgen Sargsian, Jerevan Toeschouwers: 4.300 Scheidsrechter: Enea Jorgji (ALB) |
| 28 maart WK-kwalificatie Groep J № 219 «onderlinge duels» 20:00 uur (UTC+4) | Tigran Barseghjan 53' Choren Bajramjan 74' |       |         | Republikeins Stadion Vazgen Sargsian, Jerevan Toeschouwers: 4.300 Scheidsrechter: Enea Jorgji (ALB) |

|                                                                             |                                                                         |       |                                               | |
| 31 maart WK-kwalificatie Groep J № 220 «onderlinge duels» 20:00 uur (UTC+4) | Armenië                                                                 | 3 – 2 | Roemenië                                      | Republikeins Stadion Vazgen Sargsian, Jerevan Toeschouwers: 4.300 Scheidsrechter: Andris Treimanis (LVA) |
| 31 maart WK-kwalificatie Groep J № 220 «onderlinge duels» 20:00 uur (UTC+4) | Edoeard Spertsjan 56' Varazdat Harojan 87' Tigran Barseghjan 89' (pen.) |       | 62' Alexandru Cicâldău 72' Alexandru Cicâldău | Republikeins Stadion Vazgen Sargsian, Jerevan Toeschouwers: 4.300 Scheidsrechter: Andris Treimanis (LVA) |

|                                                                     |                  |       |                    |                                                                                   |
| 1 juni Vriendschappelijk № 221 «onderlinge duels» 18:00 uur (UTC+2) | Kroatië          | 1 – 1 | Armenië            | Gradski Stadion, Velika Gorica Toeschouwers: 0 Scheidsrechter: Luka Bilbija (BIH) |
| 1 juni Vriendschappelijk № 221 «onderlinge duels» 18:00 uur (UTC+2) | Ivan Perišić 24' |       | 72' Wbeymar Angulo | Gradski Stadion, Velika Gorica Toeschouwers: 0 Scheidsrechter: Luka Bilbija (BIH) |

|                                                                     |                                                        |       |                         |                                                                                 |
| 5 juni Vriendschappelijk № 222 «onderlinge duels» 20:45 uur (UTC+2) | Zweden                                                 | 3 – 1 | Armenië                 | Friends Arena, Solna Toeschouwers: 500 Scheidsrechter: Mattias Gestranius (FIN) |
| 5 juni Vriendschappelijk № 222 «onderlinge duels» 20:45 uur (UTC+2) | Emil Forsberg 16' Marcus Danielson 34' Marcus Berg 84' |       | 63' Vahan Bitsjachtsjan | Friends Arena, Solna Toeschouwers: 500 Scheidsrechter: Mattias Gestranius (FIN) |

|                                                                                |                 |       |         | |
| 2 september WK-kwalificatie Groep J № 223 «onderlinge duels» 20:45 uur (UTC+2) | Noord-Macedonië | 0 – 0 | Armenië | Toše Proeskiarena, Skopje Toeschouwers: 3.147 Scheidsrechter: Artur Soares Dias (POR) Video-assistent: João Pinheiro (POR) |
| 2 september WK-kwalificatie Groep J № 223 «onderlinge duels» 20:45 uur (UTC+2) |                 |       |         | Toše Proeskiarena, Skopje Toeschouwers: 3.147 Scheidsrechter: Artur Soares Dias (POR) Video-assistent: João Pinheiro (POR) |

|                                                                                | |       |         | |
| 5 september WK-kwalificatie Groep J № 224 «onderlinge duels» 20:45 uur (UTC+2) | Duitsland                                                                                             | 6 – 0 | Armenië | Mercedes-Benz Arena, Stuttgart Toeschouwers: 18.086 Scheidsrechter: William Collum (SCO) Video-assistent: Paul Tierney (ENG) |
| 5 september WK-kwalificatie Groep J № 224 «onderlinge duels» 20:45 uur (UTC+2) | Serge Gnabry 6' Serge Gnabry 15' Marco Reus 35' Timo Werner 45' Jonas Hofmann 52' Karim Adeyemi 90+1' |       |         | Mercedes-Benz Arena, Stuttgart Toeschouwers: 18.086 Scheidsrechter: William Collum (SCO) Video-assistent: Paul Tierney (ENG) |

|                                                                                |                                 |       |                | |
| 8 september WK-kwalificatie Groep J № 225 «onderlinge duels» 20:00 uur (UTC+4) | Armenië                         | 1 – 1 | Liechtenstein  | Republikeins Stadion Vazgen Sargsian, Jerevan Toeschouwers: 14.400 Scheidsrechter: Duje Strukan (CRO) Video-assistent: Fran Jović (CRO) |
| 8 september WK-kwalificatie Groep J № 225 «onderlinge duels» 20:00 uur (UTC+4) | Henrich Mchitarjan 45+4' (pen.) |       | 80' Noah Frick | Republikeins Stadion Vazgen Sargsian, Jerevan Toeschouwers: 14.400 Scheidsrechter: Duje Strukan (CRO) Video-assistent: Fran Jović (CRO) |

|                                                                            |                               |       |                       | |
| 8 oktober WK-kwalificatie Groep J № 226 «onderlinge duels» 18:45 uur (UTC) | IJsland                       | 1 – 1 | Armenië               | Laugardalsvöllur, Reykjavik Toeschouwers: 1.697 Scheidsrechter: Nikola Dabanović (MNE) Video-assistent: Kevin Blom (NED) |
| 8 oktober WK-kwalificatie Groep J № 226 «onderlinge duels» 18:45 uur (UTC) | Ísak Bergmann Jóhannesson 77' |       | 35' Kamo Hovhannisjan | Laugardalsvöllur, Reykjavik Toeschouwers: 1.697 Scheidsrechter: Nikola Dabanović (MNE) Video-assistent: Kevin Blom (NED) |

|                                                                               |                       |       |         | |
| 11 oktober WK-kwalificatie Groep J № 227 «onderlinge duels» 21:45 uur (UTC+3) | Roemenië              | 1 – 0 | Armenië | Stadionul Steaua, Boekarest Toeschouwers: 13.576 Scheidsrechter: Daniele Orsato (ITA) Video-assistent: Maurizio Mariani (ITA) |
| 11 oktober WK-kwalificatie Groep J № 227 «onderlinge duels» 21:45 uur (UTC+3) | Alexandru Mitriță 26' |       |         | Stadionul Steaua, Boekarest Toeschouwers: 13.576 Scheidsrechter: Daniele Orsato (ITA) Video-assistent: Maurizio Mariani (ITA) |

|                                                                                |         | |                 | |
| 11 november WK-kwalificatie Groep J № 228 «onderlinge duels» 21:00 uur (UTC+4) | Armenië | 0 – 5 | Noord-Macedonië | Republikeins Stadion Vazgen Sargsian, Jerevan Toeschouwers: 7.200 Scheidsrechter: José María Sánchez Martínez (ESP) Video-assistent: Paolo Valeri (ITA) |
| 11 november WK-kwalificatie Groep J № 228 «onderlinge duels» 21:00 uur (UTC+4) |         | 22' Aleksandar Trajkovski 36' Enis Bardhi 67' (pen.) Enis Bardhi 79' Milan Ristovski 90' (pen.) Enis Bardhi |                 | Republikeins Stadion Vazgen Sargsian, Jerevan Toeschouwers: 7.200 Scheidsrechter: José María Sánchez Martínez (ESP) Video-assistent: Paolo Valeri (ITA) |

|                                                                                |                               |       |                                                                                  | |
| 14 november WK-kwalificatie Groep J № 229 «onderlinge duels» 21:00 uur (UTC+4) | Armenië                       | 1 – 4 | Duitsland                                                                        | Republikeins Stadion Vazgen Sargsian, Jerevan Toeschouwers: 12.800 Scheidsrechter: François Letexier (FRA) Video-assistent: Jérémie Pignard (FRA) |
| 14 november WK-kwalificatie Groep J № 229 «onderlinge duels» 21:00 uur (UTC+4) | Henrich Mchitarjan 59' (pen.) |       | 15' Kai Havertz 45+4' (pen.) İlkay Gündoğan 50' İlkay Gündoğan 64' Jonas Hofmann | Republikeins Stadion Vazgen Sargsian, Jerevan Toeschouwers: 12.800 Scheidsrechter: François Letexier (FRA) Video-assistent: Jérémie Pignard (FRA) |

### 2022
|                                                                       |                         |       |            | |
| 24 maart Vriendschappelijk № 230 «onderlinge duels» 20:00 uur (UTC+4) | Armenië                 | 1 – 0 | Montenegro | Republikeins Stadion Vazgen Sargsian, Jerevan Toeschouwers: 4.000 Scheidsrechter: Andris Treimanis (LVA) |
| 24 maart Vriendschappelijk № 230 «onderlinge duels» 20:00 uur (UTC+4) | Vahan Bitsjachtsjan 19' |       |            | Republikeins Stadion Vazgen Sargsian, Jerevan Toeschouwers: 4.000 Scheidsrechter: Andris Treimanis (LVA) |

|                                                                       | |       |         |                                                                                               |
| 29 maart Vriendschappelijk № 231 «onderlinge duels» 19:00 uur (UTC+2) | Noorwegen | 9 – 0 | Armenië | Ullevaalstadion, Oslo Toeschouwers: 9.032 Scheidsrechter: Mads-Kristoffer Kristoffersen (DEN) |
| 29 maart Vriendschappelijk № 231 «onderlinge duels» 19:00 uur (UTC+2) | Erling Braut Haaland 24' Joshua King 29' (pen.) Joshua King 34' Erling Braut Haaland 45+1' Kristian Thorstvedt 50' Joshua King 59' Mats Møller Dæhli 80' Alexander Sørloth 86' Alexander Sørloth 90+1' |       |         | Ullevaalstadion, Oslo Toeschouwers: 9.032 Scheidsrechter: Mads-Kristoffer Kristoffersen (DEN) |

|                                                                                |                       |       |         | |
| 4 juni UEFA Nations League Groep B1 № 232 «onderlinge duels» 17:00 uur (UTC+4) | Armenië               | 1 – 0 | Ierland | Republikeins Stadion Vazgen Sargsian, Jerevan Toeschouwers: 10.600 Scheidsrechter: Radu Petrescu (ROU) Video-assistent: Nejc Kajtazović (SVN) |
| 4 juni UEFA Nations League Groep B1 № 232 «onderlinge duels» 17:00 uur (UTC+4) | Edoeard Spertsjan 74' |       |         | Republikeins Stadion Vazgen Sargsian, Jerevan Toeschouwers: 10.600 Scheidsrechter: Radu Petrescu (ROU) Video-assistent: Nejc Kajtazović (SVN) |

|                                                                                |                                       |       |         | |
| 8 juni UEFA Nations League Groep B1 № 233 «onderlinge duels» 19:45 uur (UTC+1) | Schotland                             | 2 – 0 | Armenië | Hampden Park, Glasgow Toeschouwers: 38.627 Scheidsrechter: Sebastian Gishamer (AUT) Video-assistent: Felix Zwayer (GER) |
| 8 juni UEFA Nations League Groep B1 № 233 «onderlinge duels» 19:45 uur (UTC+1) | Anthony Ralston 28' Scott McKenna 40' |       |         | Hampden Park, Glasgow Toeschouwers: 38.627 Scheidsrechter: Sebastian Gishamer (AUT) Video-assistent: Felix Zwayer (GER) |

|                                                                                 |                                                                       |       |         | |
| 11 juni UEFA Nations League Groep B1 № 234 «onderlinge duels» 15:00 uur (UTC+2) | Oekraïne                                                              | 3 – 0 | Armenië | Stadion Miejski ŁKS, Łódź (Polen) Toeschouwers: 12.503 Scheidsrechter: Daniel Stefański (POL) Video-assistent: Piotr Lasyk (POL) |
| 11 juni UEFA Nations League Groep B1 № 234 «onderlinge duels» 15:00 uur (UTC+2) | Roeslan Malynovskyj 61' Oleksandr Karavajev 77' Vitalij Mykolenko 87' |       |         | Stadion Miejski ŁKS, Łódź (Polen) Toeschouwers: 12.503 Scheidsrechter: Daniel Stefański (POL) Video-assistent: Piotr Lasyk (POL) |

|                                                                                 |                        |       |                                                                           | |
| 14 juni UEFA Nations League Groep B1 № 235 «onderlinge duels» 20:00 uur (UTC+4) | Armenië                | 1 – 4 | Schotland                                                                 | Republikeins Stadion Vazgen Sargsian, Jerevan Toeschouwers: 13.500 Scheidsrechter: Nikola Dabanović (MNE) Video-assistent: Kevin Blom (NED) |
| 14 juni UEFA Nations League Groep B1 № 235 «onderlinge duels» 20:00 uur (UTC+4) | Vahan Bitsjachtsjan 6' |       | 14' Stuart Armstrong 45+1' Stuart Armstrong 50' John McGinn 54' Ché Adams | Republikeins Stadion Vazgen Sargsian, Jerevan Toeschouwers: 13.500 Scheidsrechter: Nikola Dabanović (MNE) Video-assistent: Kevin Blom (NED) |

|                                                                                      |         | |          | |
| 24 september UEFA Nations League Groep B1 № 236 «onderlinge duels» 17:00 uur (UTC+4) | Armenië | 0 – 5                                                                                               | Oekraïne | Republikeins Stadion Vazgen Sargsian, Jerevan Toeschouwers: 7.200 Scheidsrechter: João Pinheiro (POR) Video-assistent: Luís Godinho (POR) |
| 24 september UEFA Nations League Groep B1 № 236 «onderlinge duels» 17:00 uur (UTC+4) |         | 22' Oleksandr Tymtsjyk 57' Oleksandr Zoebkov 69' Artem Dovbyk 81' Danylo Ihnatenko 84' Artem Dovbyk |          | Republikeins Stadion Vazgen Sargsian, Jerevan Toeschouwers: 7.200 Scheidsrechter: João Pinheiro (POR) Video-assistent: Luís Godinho (POR) |

|                                                                                      |                                                             |       |                                         | |
| 27 september UEFA Nations League Groep B1 № 237 «onderlinge duels» 19:45 uur (UTC+1) | Ierland                                                     | 3 – 2 | Armenië                                 | Avivastadion, Dublin Toeschouwers: 41.719 Scheidsrechter: Rade Obrenovič (SVN) Video-assistent: Matej Jug (SVN) |
| 27 september UEFA Nations League Groep B1 № 237 «onderlinge duels» 19:45 uur (UTC+1) | John Egan 16' Michael Obafemi 52' Robbie Brady 90+1' (pen.) |       | 71' Artak Dasjjan 73' Edoeard Spertsjan | Avivastadion, Dublin Toeschouwers: 41.719 Scheidsrechter: Rade Obrenovič (SVN) Video-assistent: Matej Jug (SVN) |

|                                                                          |                                                   |       |                                             |                                                                                         |
| 16 november Vriendschappelijk № 238 «onderlinge duels» 18:00 uur (UTC+1) | Kosovo                                            | 2 – 2 | Armenië                                     | Fadil Vokrristadion, Pristina Toeschouwers: 2.000 Scheidsrechter: Eldorjan Hamiti (ALB) |
| 16 november Vriendschappelijk № 238 «onderlinge duels» 18:00 uur (UTC+1) | Lirim M. Kastrati 67' (pen.) Donat Rrudhani 90+3' |       | 24' Zjirajr Sjaghojan 82' Kamo Hovhannisjan | Fadil Vokrristadion, Pristina Toeschouwers: 2.000 Scheidsrechter: Eldorjan Hamiti (ALB) |

|                                                                          |                                                |       |         |                                                                                        |
| 19 november Vriendschappelijk № 239 «onderlinge duels» 17:30 uur (UTC+1) | Albanië                                        | 2 – 0 | Armenië | Air Albaniastadion, Tirana Toeschouwers: onb. Scheidsrechter: Aleksandar Stavrev (MKD) |
| 19 november Vriendschappelijk № 239 «onderlinge duels» 17:30 uur (UTC+1) | Xhuliano Skuka 28' Kristjan Asllani 64' (pen.) |       |         | Air Albaniastadion, Tirana Toeschouwers: onb. Scheidsrechter: Aleksandar Stavrev (MKD) |

### 2023
|                                                                             |                       |       |                                      | |
| 25 maart EK-kwalificatie Groep D № 240 «onderlinge duels» 20:00 uur (UTC+4) | Armenië               | 1 – 2 | Turkije                              | Republikeins Stadion Vazgen Sargsian, Jerevan Toeschouwers: 14.125 Scheidsrechter: José María Sánchez Martínez (ESP) Video-assistent: Ricardo de Burgos Bengoetxea (ESP) |
| 25 maart EK-kwalificatie Groep D № 240 «onderlinge duels» 20:00 uur (UTC+4) | Ozan Kabak 10' (e.d.) |       | 35' Orkun Kökçü 64' Kerem Aktürkoğlu | Republikeins Stadion Vazgen Sargsian, Jerevan Toeschouwers: 14.125 Scheidsrechter: José María Sánchez Martínez (ESP) Video-assistent: Ricardo de Burgos Bengoetxea (ESP) |

|                                                                       |                                           |       |                                         | |
| 28 maart Vriendschappelijk № 241 «onderlinge duels» 19:00 uur (UTC+4) | Armenië                                   | 2 – 2 | Cyprus                                  | Republikeins Stadion Vazgen Sargsian, Jerevan Toeschouwers: onb. Scheidsrechter: Dumitru Muntean (MDA) |
| 28 maart Vriendschappelijk № 241 «onderlinge duels» 19:00 uur (UTC+4) | Grant-Leon Ranos 50' Grant-Leon Ranos 59' |       | 43' Andreas Karo 83' Dimitris Christofi | Republikeins Stadion Vazgen Sargsian, Jerevan Toeschouwers: onb. Scheidsrechter: Dumitru Muntean (MDA) |

|                                                                            |                                   |       |                                                                                   | |
| 16 juni EK-kwalificatie Groep D № 242 «onderlinge duels» 19:45 uur (UTC+1) | Wales                             | 2 – 4 | Armenië                                                                           | Cardiff City Stadium, Cardiff Toeschouwers: 32.774 Scheidsrechter: Georgi Kabakov (BUL) Video-assistent: Dragomir Draganov (BUL) |
| 16 juni EK-kwalificatie Groep D № 242 «onderlinge duels» 19:45 uur (UTC+1) | Daniel James 10' Harry Wilson 72' |       | 19' Lucas Zelarayán 30' Grant-Leon Ranos 66' Grant-Leon Ranos 75' Lucas Zelarayán | Cardiff City Stadium, Cardiff Toeschouwers: 32.774 Scheidsrechter: Georgi Kabakov (BUL) Video-assistent: Dragomir Draganov (BUL) |

|                                                                            |                                                   |       |                            | |
| 19 juni EK-kwalificatie Groep D № 243 «onderlinge duels» 20:00 uur (UTC+4) | Armenië                                           | 2 – 1 | Letland                    | Republikeins Stadion Vazgen Sargsian, Jerevan Toeschouwers: 13.450 Scheidsrechter: Peter Kralović (SVK) Video-assistent: Sören Storks (GER) |
| 19 juni EK-kwalificatie Groep D № 243 «onderlinge duels» 20:00 uur (UTC+4) | Nair Tiknizjan 35' Tigran Barseghjan 90+1' (pen.) |       | 67' (e.d.) Stjopa Mkrtsjan | Republikeins Stadion Vazgen Sargsian, Jerevan Toeschouwers: 13.450 Scheidsrechter: Peter Kralović (SVK) Video-assistent: Sören Storks (GER) |

|                                                                                |                     |       |                   | |
| 8 september EK-kwalificatie Groep D № 244 «onderlinge duels» 21:45 uur (UTC+3) | Turkije             | 1 – 1 | Armenië           | Nieuw Eskişehirstadion, Eskişehir Toeschouwers: 31.740 Scheidsrechter: Daniele Orsato (ITA) Video-assistent: Paolo Valeri (ITA) |
| 8 september EK-kwalificatie Groep D № 244 «onderlinge duels» 21:45 uur (UTC+3) | Bertuğ Yıldırım 88' |       | 49' Artak Dasjjan | Nieuw Eskişehirstadion, Eskişehir Toeschouwers: 31.740 Scheidsrechter: Daniele Orsato (ITA) Video-assistent: Paolo Valeri (ITA) |

|                                                                                 |         |                     |         | |
| 11 september EK-kwalificatie Groep D № 245 «onderlinge duels» 20:00 uur (UTC+4) | Armenië | 0 – 1               | Kroatië | Republikeins Stadion Vazgen Sargsian, Jerevan Toeschouwers: 14.233 Scheidsrechter: Clément Turpin (FRA) Video-assistent: Jérôme Brisard (FRA) |
| 11 september EK-kwalificatie Groep D № 245 «onderlinge duels» 20:00 uur (UTC+4) |         | 14' Andrej Kramarić |         | Republikeins Stadion Vazgen Sargsian, Jerevan Toeschouwers: 14.233 Scheidsrechter: Clément Turpin (FRA) Video-assistent: Jérôme Brisard (FRA) |

|                                                                               |                                         |       |         | |
| 12 oktober EK-kwalificatie Groep D № 246 «onderlinge duels» 19:00 uur (UTC+3) | Letland                                 | 2 – 0 | Armenië | Skontostadion, Riga Toeschouwers: 5.128 Scheidsrechter: Rade Obrenovič (SVN) Video-assistent: Nejc Kajtazović (SVN) |
| 12 oktober EK-kwalificatie Groep D № 246 «onderlinge duels» 19:00 uur (UTC+3) | Jānis Ikaunieks 39' Daniels Balodis 68' |       |         | Skontostadion, Riga Toeschouwers: 5.128 Scheidsrechter: Rade Obrenovič (SVN) Video-assistent: Nejc Kajtazović (SVN) |

|                                                                         |                                                              |       |                         |                                                                                            |
| 17 oktober Vriendschappelijk № 247 «onderlinge duels» 15:00 uur (UTC+2) | Noord-Macedonië                                              | 3 – 1 | Armenië                 | Blagoj Istatovstadion, Strumica Toeschouwers: 2.000 Scheidsrechter: Nikola Dabanović (MNE) |
| 17 oktober Vriendschappelijk № 247 «onderlinge duels» 15:00 uur (UTC+2) | Aleksandar Trajkovski 43' Milan Ristovski 59' Erdon Daci 88' |       | 90+4' Edoeard Spertsjan | Blagoj Istatovstadion, Strumica Toeschouwers: 2.000 Scheidsrechter: Nikola Dabanović (MNE) |

|                                                                                |                    |       |                             | |
| 18 november EK-kwalificatie Groep D № 248 «onderlinge duels» 18:00 uur (UTC+4) | Armenië            | 1 – 1 | Wales                       | Republikeins Stadion Vazgen Sargsian, Jerevan Toeschouwers: 14.271 Scheidsrechter: Benoît Bastien (FRA) Video-assistent: Benoît Millot (FRA) |
| 18 november EK-kwalificatie Groep D № 248 «onderlinge duels» 18:00 uur (UTC+4) | Lucas Zelarayán 5' |       | 45+2' (e.d.) Nair Tiknizjan | Republikeins Stadion Vazgen Sargsian, Jerevan Toeschouwers: 14.271 Scheidsrechter: Benoît Bastien (FRA) Video-assistent: Benoît Millot (FRA) |

|                                                                                |                  |       |         | |
| 21 november EK-kwalificatie Groep D № 249 «onderlinge duels» 20:45 uur (UTC+1) | Kroatië          | 1 – 0 | Armenië | Maksimirstadion, Zagreb Toeschouwers: 20.398 Scheidsrechter: Ivan Kružliak (SVK) Video-assistent: Paolo Valeri (ITA) |
| 21 november EK-kwalificatie Groep D № 249 «onderlinge duels» 20:45 uur (UTC+1) | Ante Budimir 43' |       |         | Maksimirstadion, Zagreb Toeschouwers: 20.398 Scheidsrechter: Ivan Kružliak (SVK) Video-assistent: Paolo Valeri (ITA) |

### 2024
|                                                                       |         |                   |        | |
| 22 maart Vriendschappelijk № 250 «onderlinge duels» 20:00 uur (UTC+4) | Armenië | 0 – 1             | Kosovo | Republikeins Stadion Vazgen Sargsian, Jerevan Toeschouwers: 10.000 Scheidsrechter: Irakli Kvirikasjvili (GEO) |
| 22 maart Vriendschappelijk № 250 «onderlinge duels» 20:00 uur (UTC+4) |         | 25' Milot Rashica |        | Republikeins Stadion Vazgen Sargsian, Jerevan Toeschouwers: 10.000 Scheidsrechter: Irakli Kvirikasjvili (GEO) |

|                                                                       |                                       |       |                    |                                                                                             |
| 26 maart Vriendschappelijk № 251 «onderlinge duels» 20:00 uur (UTC+1) | Tsjechië                              | 2 – 1 | Armenië            | Stadion Sparty na Letné, Praag Toeschouwers: 16.158 Scheidsrechter: Julian Weinberger (AUT) |
| 26 maart Vriendschappelijk № 251 «onderlinge duels» 20:00 uur (UTC+1) | Ladislav Krejčí 45+1' Tomáš Chorý 77' |       | 14' Edgar Sevikjan | Stadion Sparty na Letné, Praag Toeschouwers: 16.158 Scheidsrechter: Julian Weinberger (AUT) |

|                                                                     |                                 |       |                      |                                                                                     |
| 4 juni Vriendschappelijk № 252 «onderlinge duels» 18:00 uur (UTC+2) | Slovenië                        | 2 – 1 | Armenië              | Stožicestadion, Ljubljana Toeschouwers: 8.389 Scheidsrechter: Andreas Argyrou (CYP) |
| 4 juni Vriendschappelijk № 252 «onderlinge duels» 18:00 uur (UTC+2) | Jan Mlakar 11' Josip Iličić 63' |       | 56' Varazdat Harojan | Stožicestadion, Ljubljana Toeschouwers: 8.389 Scheidsrechter: Andreas Argyrou (CYP) |

|                                                                     |                                                        |       |                                   | |
| 7 juni Vriendschappelijk № 253 «onderlinge duels» 20:00 uur (UTC+4) | Armenië                                                | 2 – 1 | Kazachstan                        | Republikeins Stadion Vazgen Sargsian, Jerevan Toeschouwers: onb. Scheidsrechter: Goga Kikatsjeisjvili (GEO) |
| 7 juni Vriendschappelijk № 253 «onderlinge duels» 20:00 uur (UTC+4) | Aleksandr Marotsjkin 4' (e.d.) Vahan Bitsjachtsjan 58' |       | 90+6' (pen.) Baoeyrzjan Islamchan | Republikeins Stadion Vazgen Sargsian, Jerevan Toeschouwers: onb. Scheidsrechter: Goga Kikatsjeisjvili (GEO) |

|                                                                                     |                                                                                           |       |                                | |
| 7 september UEFA Nations League Groep C4 № 254 «onderlinge duels» 20:00 uur (UTC+4) | Armenië                                                                                   | 4 – 1 | Letland                        | Republikeins Stadion Vazgen Sargsian, Jerevan Toeschouwers: 12.437 Scheidsrechter: Nenad Minaković (SRB) Video-assistent: Novak Simović (SRB) |
| 7 september UEFA Nations League Groep C4 № 254 «onderlinge duels» 20:00 uur (UTC+4) | Vahan Bitsjachtsjan 6' Kaspars Dubra 35' (e.d.) Lucas Zelarayán 48' Edoeard Spertsjan 86' |       | 9' (e.d.) Georgi Haroetjoenjan | Republikeins Stadion Vazgen Sargsian, Jerevan Toeschouwers: 12.437 Scheidsrechter: Nenad Minaković (SRB) Video-assistent: Novak Simović (SRB) |

|                                                                                      |                                   |       |         | |
| 10 september UEFA Nations League Groep C4 № 255 «onderlinge duels» 20:45 uur (UTC+2) | Noord-Macedonië                   | 2 – 0 | Armenië | Toše Proeskiarena, Skopje Toeschouwers: 6.829 Scheidsrechter: Harm Osmers (GER) Video-assistent: Sören Storks (GER) |
| 10 september UEFA Nations League Groep C4 № 255 «onderlinge duels» 20:45 uur (UTC+2) | Enis Bardhi 70' Bojan Miovski 78' |       |         | Toše Proeskiarena, Skopje Toeschouwers: 6.829 Scheidsrechter: Harm Osmers (GER) Video-assistent: Sören Storks (GER) |

|                                                                                    |                                            |       |                                         | |
| 10 oktober UEFA Nations League Groep C4 № 256 «onderlinge duels» 19:45 uur (UTC+1) | Faeröer                                    | 2 – 2 | Armenië                                 | Tórsvøllur, Tórshavn Toeschouwers: 1.852 Scheidsrechter: Oleksij Derevinskyj (UKR) Video-assistent: Mykola Balakin (UKR) |
| 10 oktober UEFA Nations League Groep C4 № 256 «onderlinge duels» 19:45 uur (UTC+1) | Jann Benjaminsen 37' Jóannes Bjartalíð 85' |       | 44' Lucas Zelarayán 90+3' Gor Manveljan | Tórsvøllur, Tórshavn Toeschouwers: 1.852 Scheidsrechter: Oleksij Derevinskyj (UKR) Video-assistent: Mykola Balakin (UKR) |

|                                                                                    |         |                                   |                 | |
| 13 oktober UEFA Nations League Groep C4 № 257 «onderlinge duels» 20:00 uur (UTC+4) | Armenië | 0 – 2                             | Noord-Macedonië | Republikeins Stadion Vazgen Sargsian, Jerevan Toeschouwers: 14.371 Scheidsrechter: Stuart Attwell (ENG) Video-assistent: Chris Kavanagh (ENG) |
| 13 oktober UEFA Nations League Groep C4 № 257 «onderlinge duels» 20:00 uur (UTC+4) |         | 72' Bojan Miovski 85' Isnik Alimi |                 | Republikeins Stadion Vazgen Sargsian, Jerevan Toeschouwers: 14.371 Scheidsrechter: Stuart Attwell (ENG) Video-assistent: Chris Kavanagh (ENG) |

|                                                                                     |         |                               |         | |
| 14 november UEFA Nations League Groep C4 № 258 «onderlinge duels» 21:00 uur (UTC+4) | Armenië | 0 – 1                         | Faeröer | Republikeins Stadion Vazgen Sargsian, Jerevan Toeschouwers: 6.043 Scheidsrechter: Anastasios Sidiropoulos (GRE) Video-assistent: Athanasios Tzilos (GRE) |
| 14 november UEFA Nations League Groep C4 № 258 «onderlinge duels» 21:00 uur (UTC+4) |         | 33' (pen.) Viljormur Davidsen |         | Republikeins Stadion Vazgen Sargsian, Jerevan Toeschouwers: 6.043 Scheidsrechter: Anastasios Sidiropoulos (GRE) Video-assistent: Athanasios Tzilos (GRE) |

|                                                                                     |                      |       |                                           | |
| 17 november UEFA Nations League Groep C4 № 259 «onderlinge duels» 16:00 uur (UTC+2) | Letland              | 1 – 2 | Armenië                                   | Skontostadion, Riga Toeschouwers: 5.543 Scheidsrechter: Georgi Kabakov (BUL) Video-assistent: Dragomir Draganov (BUL) |
| 17 november UEFA Nations League Groep C4 № 259 «onderlinge duels» 16:00 uur (UTC+2) | Roberts Uldriķis 70' |       | 48' Edoeard Spertsjan 74' Artoer Miranjan | Skontostadion, Riga Toeschouwers: 5.543 Scheidsrechter: Georgi Kabakov (BUL) Video-assistent: Dragomir Draganov (BUL) |

### 2025
|                                                                                   |         |                                                                         |         | |
| 20 maart UEFA Nations League Play-offs № 260 «onderlinge duels» 21:00 uur (UTC+4) | Armenië | 0 – 3                                                                   | Georgië | Republikeins Stadion Vazgen Sargsian, Jerevan Toeschouwers: 14.414 Scheidsrechter: Radu Petrescu (ROU) Video-assistent: Aleandro Di Paolo (ITA) |
| 20 maart UEFA Nations League Play-offs № 260 «onderlinge duels» 21:00 uur (UTC+4) |         | 33' Giorgi Kotsjorasjvili 37' Georges Mikautadze 59' Georges Mikautadze |         | Republikeins Stadion Vazgen Sargsian, Jerevan Toeschouwers: 14.414 Scheidsrechter: Radu Petrescu (ROU) Video-assistent: Aleandro Di Paolo (ITA) |

|                                                                                   | |       |                    | |
| 23 maart UEFA Nations League Play-offs № 261 «onderlinge duels» 18:00 uur (UTC+4) | Georgië | 6 – 1 | Armenië            | Boris Paitsjadzestadion, Tbilisi Toeschouwers: 47.903 Scheidsrechter: Anthony Taylor (ENG) Video-assistent: Darren England (ENG) |
| 23 maart UEFA Nations League Play-offs № 261 «onderlinge duels» 18:00 uur (UTC+4) | Varazdat Harojan 4' (e.d.) Georges Mikautadze 14' Giorgi Tsjakvetadze 23' Otar Kiteisjvili 27' Georges Mikautadze 35' Chvitsja Kvaratschelia 62' |       | 48' Edgar Sevikjan | Boris Paitsjadzestadion, Tbilisi Toeschouwers: 47.903 Scheidsrechter: Anthony Taylor (ENG) Video-assistent: Darren England (ENG) |

|                                                                     | |       |                                            |                                                                                      |
| 6 juni Vriendschappelijk № 262 «onderlinge duels» 19:00 uur (UTC+2) | Kosovo | 5 – 2 | Armenië                                    | Fadil Vokrristadion, Pristina Toeschouwers: 2.000 Scheidsrechter: Juxhin Xhaja (ALB) |
| 6 juni Vriendschappelijk № 262 «onderlinge duels» 19:00 uur (UTC+2) | Lumbardh Dellova 23' Mërgim Vojvoda 61' (pen.) Lindon Emërllahu 72' Albion Rrahmani 90' Albion Rrahmani 90+3' |       | 8' (e.d.) Amir Saipi 28' Edoeard Spertsjan | Fadil Vokrristadion, Pristina Toeschouwers: 2.000 Scheidsrechter: Juxhin Xhaja (ALB) |

|                                                                     |                                         |       |                                            |                                                                                        |
| 9 juni Vriendschappelijk № 263 «onderlinge duels» 20:00 uur (UTC+2) | Montenegro                              | 2 – 2 | Armenië                                    | Pod Goricomstadion, Podgorica Toeschouwers: 1.398 Scheidsrechter: Jasmin Sabotic (LUX) |
| 9 juni Vriendschappelijk № 263 «onderlinge duels» 20:00 uur (UTC+2) | Vasilije Adžić 5' Andrija Bulatović 52' |       | 1' Edoeard Spertsjan 81' Edoeard Spertsjan | Pod Goricomstadion, Podgorica Toeschouwers: 1.398 Scheidsrechter: Jasmin Sabotic (LUX) |

|                                                                                |         |   |          |                                                                                           |
| 6 september WK-kwalificatie Groep F № 264 «onderlinge duels» 20:00 uur (UTC+4) | Armenië | – | Portugal | Republikeins Stadion Vazgen Sargsian, Jerevan Toeschouwers: n.n.b. Scheidsrechter: n.n.b. |
| 6 september WK-kwalificatie Groep F № 264 «onderlinge duels» 20:00 uur (UTC+4) |         |   |          | Republikeins Stadion Vazgen Sargsian, Jerevan Toeschouwers: n.n.b. Scheidsrechter: n.n.b. |

|                                                                                |         |   |         |                                                                                           |
| 9 september WK-kwalificatie Groep F № 265 «onderlinge duels» 20:00 uur (UTC+4) | Armenië | – | Ierland | Republikeins Stadion Vazgen Sargsian, Jerevan Toeschouwers: n.n.b. Scheidsrechter: n.n.b. |
| 9 september WK-kwalificatie Groep F № 265 «onderlinge duels» 20:00 uur (UTC+4) |         |   |         | Republikeins Stadion Vazgen Sargsian, Jerevan Toeschouwers: n.n.b. Scheidsrechter: n.n.b. |

|                                                                               |           |   |         |                                                                     |
| 11 oktober WK-kwalificatie Groep F № 266 «onderlinge duels» 18:00 uur (UTC+2) | Hongarije | – | Armenië | Puskás Aréna, Boedapest Toeschouwers: n.n.b. Scheidsrechter: n.n.b. |
| 11 oktober WK-kwalificatie Groep F № 266 «onderlinge duels» 18:00 uur (UTC+2) |           |   |         | Puskás Aréna, Boedapest Toeschouwers: n.n.b. Scheidsrechter: n.n.b. |

|                                                                               |         |   |         |                                                                  |
| 14 oktober WK-kwalificatie Groep F № 267 «onderlinge duels» 19:45 uur (UTC+1) | Ierland | – | Armenië | Avivastadion, Dublin Toeschouwers: n.n.b. Scheidsrechter: n.n.b. |
| 14 oktober WK-kwalificatie Groep F № 267 «onderlinge duels» 19:45 uur (UTC+1) |         |   |         | Avivastadion, Dublin Toeschouwers: n.n.b. Scheidsrechter: n.n.b. |

|                                                                                |         |   |           |                                                                                           |
| 13 november WK-kwalificatie Groep F № 268 «onderlinge duels» 21:00 uur (UTC+4) | Armenië | – | Hongarije | Republikeins Stadion Vazgen Sargsian, Jerevan Toeschouwers: n.n.b. Scheidsrechter: n.n.b. |
| 13 november WK-kwalificatie Groep F № 268 «onderlinge duels» 21:00 uur (UTC+4) |         |   |           | Republikeins Stadion Vazgen Sargsian, Jerevan Toeschouwers: n.n.b. Scheidsrechter: n.n.b. |

|                                                                              |          |   |         |                                                    |
| 16 november WK-kwalificatie Groep F № 269 «onderlinge duels» 14:00 uur (UTC) | Portugal | – | Armenië | n.n.b. Toeschouwers: n.n.b. Scheidsrechter: n.n.b. |
| 16 november WK-kwalificatie Groep F № 269 «onderlinge duels» 14:00 uur (UTC) |          |   |         | n.n.b. Toeschouwers: n.n.b. Scheidsrechter: n.n.b. |

FFA · A-internationals · Bondscoaches · Statistieken · Armeens vrouwenelftal · Armenië U21 · Armenië U20 · Armenië U19 · Armenië U18 · Armenië U17 · Armenië U16
1992 – 1999 ·
2000 – 2009 ·
2010 – 2019 ·
2020 – 2029
1992 ·
1993 · 
1994 ·
1995 ·
1996 ·
1997 ·
1998 ·
1999 ·
2000 ·
2001 ·
2002 ·
2003 ·
2004 ·
2005 ·
2006 ·
2007 ·
2008 ·
2009 ·
2010 ·
2011 ·
2012 ·
2013 ·
2014 ·
2015 ·
2016 ·
2017 ·
2018 ·
2019 ·
2020 ·
2021 ·
2022 ·
2023 ·
2024
Albanië ·
Algerije ·
Andorra ·
België ·
Bosnië en Herzegovina ·
Bulgarije ·
Canada ·
Chili ·
Cyprus ·
Denemarken ·
Duitsland ·
Ecuador ·
El Salvador ·
Estland ·
Faeröer ·
Finland ·
Frankrijk ·
Georgië ·
Gibraltar ·
Griekenland ·
Guatemala ·
Hongarije ·
Ierland ·
IJsland ·
Iran ·
Israël ·
Italië ·
Jordanië ·
Kazachstan ·
Koeweit ·
Kosovo ·
Kroatië ·
Letland ·
Libanon ·
Liechtenstein ·
Litouwen ·
Luxemburg ·
Malta ·
Marokko ·
Moldavië ·
Montenegro ·
Nederland ·
Noord-Ierland ·
Noord-Macedonië ·
Noorwegen ·
Oekraïne ·
Oezbekistan ·
Panama ·
Paraguay ·
Peru ·
Polen ·
Portugal ·
Roemenië ·
Rusland ·
Saint Kitts en Nevis ·
Schotland ·
Servië ·
Slovenië ·
Slowakije ·
Spanje ·
Tsjechië ·
Turkije ·
Turkmenistan ·
Verenigde Arabische Emiraten ·
Verenigde Staten ·
Wales ·
Wit-Rusland ·
Zweden
CONMEBOL: Argentinië · Bolivia · Brazilië · Chili · Colombia · Ecuador · Paraguay · Peru · Uruguay · Venezuela

UEFA: Albanië · Andorra · Armenië · Azerbeidzjan · België · Bosnië en Herzegovina · Bulgarije · Cyprus · Denemarken · Duitsland · Engeland · Estland · Faeröer · Finland · Frankrijk · Georgië · Gibraltar · Griekenland · Hongarije · IJsland · Ierland · Israël · Italië · Kazachstan · Kosovo · Kroatië · Letland · Liechtenstein · Litouwen · Luxemburg · Malta · Moldavië · Montenegro · Nederland · Noord-Ierland · Noord-Macedonië · Noorwegen · Oekraïne · Oostenrijk · Polen · Portugal · Roemenië · Rusland · San Marino · Schotland · Servië · Slovenië · Slowakije · Spanje · Tsjechië · Turkije · Wales · Wit-Rusland · Zweden · Zwitserland

AFC: Australië · China · Irak · Iran · Japan · Libanon · Oezbekistan · Oman · Qatar · Saoedi-Arabië · Syrië · Verenigde Arabische Emiraten · Vietnam · Zuid-Korea

CAF: Algerije · Burkina Faso · Congo-Kinshasa · Egypte · Ghana · Ivoorkust · Kaapverdië · Kameroen · Mali · Marokko · Nigeria · Senegal · Tunesië · Zuid-Afrika

CONCACAF: Canada · Costa Rica · Curaçao · El Salvador · Honduras · Jamaica · Mexico · Panama · Suriname · Verenigde Staten

OFC: Nieuw-Zeeland